# 広島県道31号呉平谷線
広島県道31号呉平谷線（ひろしまけんどう31ごうくれひらだにせん）は、広島県呉市と安芸郡熊野町を結ぶ県道（主要地方道）である。

## 概要
広島県呉市西中央1丁目と安芸郡熊野町平谷を結ぶ。
呉市中心部と呉市北部の大規模団地を結んでいるが、地形の険しさから上下2車線区間が長く、朝夕は渋滞する。現在上下4車線化が推進されており、一部は完成している（上二河トンネルなど）。
元々は広島県道276号平谷呉線だったが、1976年（昭和51年）に全線が主要地方道に指定され、起終点と路線名称、路線番号が変更された。

### 路線データ
- 本線：Google マップ
- 起点：呉市西中央1丁目（国道31号交点・二河大橋東詰交差点[注釈 1]）
- 終点：安芸郡熊野町平谷（広島県道34号矢野安浦線・広島熊野道路交点・平谷交差点）
- 総延長：約11.3 km

## 歴史
- 1993年（平成5年）5月11日 - 建設省から、県道呉平谷線が呉平谷線として主要地方道に再指定される[1]。

## 路線状況
二河峡付近は、異常気象時通行規制区間になっている。現に1999年（平成11年）6月末の集中豪雨で、本路線は被害を受けている。
東明ハイツ入口～押込大橋西詰の間は道幅が狭く大型車の離合がギリギリである。

## 地理

### 通過する自治体
- 呉市
- 安芸郡熊野町

### 交差する道路

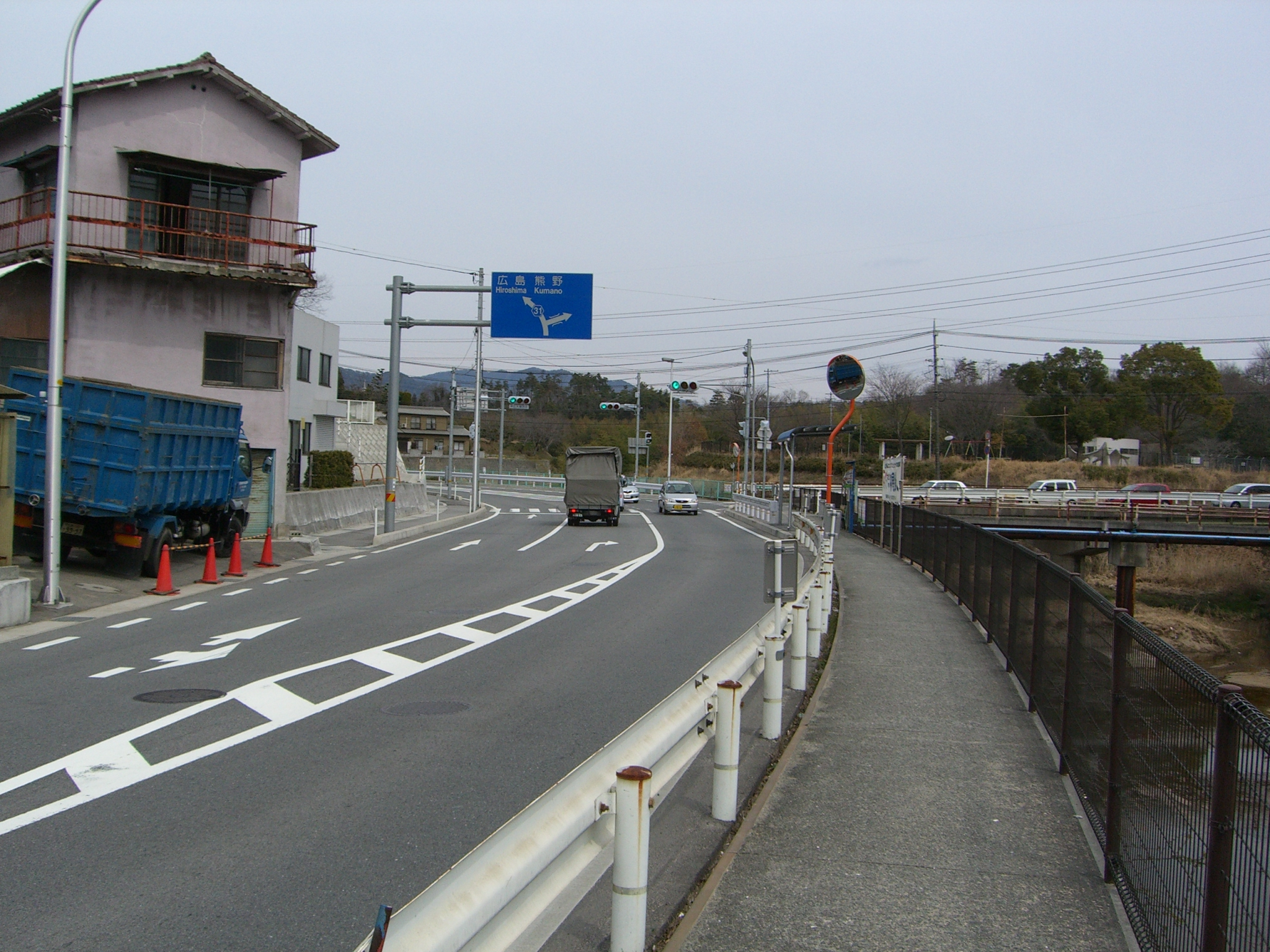
呉市押込付近

| 交差する道路                                                 | 市町村名 | 市町村名 | 交差する場所                         | 交差する場所                        |
| ------------------------------------------------------------ | -------- | -------- | ------------------------------------ | ----------------------------------- |
| 国道31号                                                     | 呉市     | 呉市     | 西中央1丁目                          | 二河（にこう）大橋東詰交差点 / 起点 |
| 広島県道278号焼山吉浦線                                      | 呉市     | 呉市     | 焼山此原町（やけやまこのはらちょう） |                                     |
| 広島県道66号呉環状線                                         | 呉市     | 呉市     | 焼山西（やけやまにし）3丁目          | 焼山西3丁目交差点                   |
| 広島県道34号矢野安浦線 広島県道34号矢野安浦線 / 広島熊野道路 | 安芸郡   | 熊野町   | 平谷3丁目                            | 平谷交差点 / 終点                   |

### 沿線にある施設など

#### 主要施設
- 二河橋
- 広島県警察 呉警察署
- 呉共済病院
- 広島県立呉三津田高等学校
- 二河（にこう）公園（呉市二河野球場・呉市営陸上競技場）
- 広島県立呉昭和高等学校(なおこの高校は、県道31号線の信号「此原団地口」を左に曲がって約2キロのところにあり、もうすぐ廃校になる)
- 呉市役所昭和支所

#### 名所・旧跡
- 二河峡
- 本庄水源地